# Solella de la Rovira (Montmany de Puiggraciós)
La Solella de la Rovira és una solana del terme municipal de Sant Quirze Safaja, a la comarca del Moianès.
És en el sector més oriental del terme municipal i del territori del poble de Bertí, en el vessant oriental de la cinglera principal dels Cingles de Bertí, en el costat occidental de la vall de Montmany de Puiggraciós. Pertany geogràficament a la vall d'aquest poble, però, en canvi, queda inclòs dins dels límit del terme de Sant Quirze Safaja en l'únic lloc on el límit del terme municipal davalla de la cinglera dels Cingles de Bertí. És a llevant del Puig Ciró i a ponent d'on hi hagué la masia de la Rovira i del petit nucli del poble de Montmany de Puiggraciós.